# Ad van den Brink
Adrianus Henricus Michaël (Ad) van den Brink (Oosterhout, 2 oktober 1944) is een Nederlands beeldhouwer, kunstschilder, keramist en galeriehouder.

## Leven en werk
Van den Brink werd in 1944 geboren in Oosterhout. Hij volgde de opleidingen schilderen en monumentaal aan de Academie voor Beeldende Kunst in Rotterdam. Na zijn opleiding vestigde hij zich in Zoetermeer, waar hij een atelier en een galerie bezat. Tevens was hij werkzaam als docent kunstgeschiedenis in Gouda. Werk van Van den Brink werd geëxposeerd in binnen- en in buitenland. Zo exposeerde hij onder meer in Nederland in Delft, Leiden, Hazerswoude, Rotterdam, Scheveningen en in Wassenaar, in Duitsland in Singen en in de Verenigde Staten in Mitsawaka. In 1989 vestigde Van den Brink zich als beeldend kunstenaar met de galerie in Doesburg, waar hij de oprichter is van de Doesburgse Culturele Route.
Van den Brink heeft zich toegelegd op figuren, dieren en non-figuratief werk.

## Beelden in de openbare ruimte (selectie)
- 1967 - Zoetermeer, wandreliëf bankgebouw
- 1979 - Benthuizen, Negen turven, wandreliëf school
- 1979 - Rijnsburg, waterbollen, fontein
- 1994 - Borculo, Op Weg - HEK-mannen
- 1994 - Neede, Op Weg - HEK-mannen
- 1994 - Ruurlo, Op Weg - HEK-mannen
- 1994 - Zelhem, Mens onderweg
- ???? - Doesburg, Twee vrouwen

- RKD-Nederlands Instituut voor Kunstgeschiedenis: 12611